# Terra-Sigillata-Museum
Das Terra-Sigillata-Museum in Rheinzabern (Rheinland-Pfalz) zeigt archäologische Funde aus dem wohl bedeutendsten Töpfereibetrieb der Römerzeit in Deutschland. Dabei handelt es sich vorwiegend um feinkeramisches Tischgeschirr, sogenannte Terra Sigillata, das in den Nordwestprovinzen des römischen Reichs hohen Absatz fand.

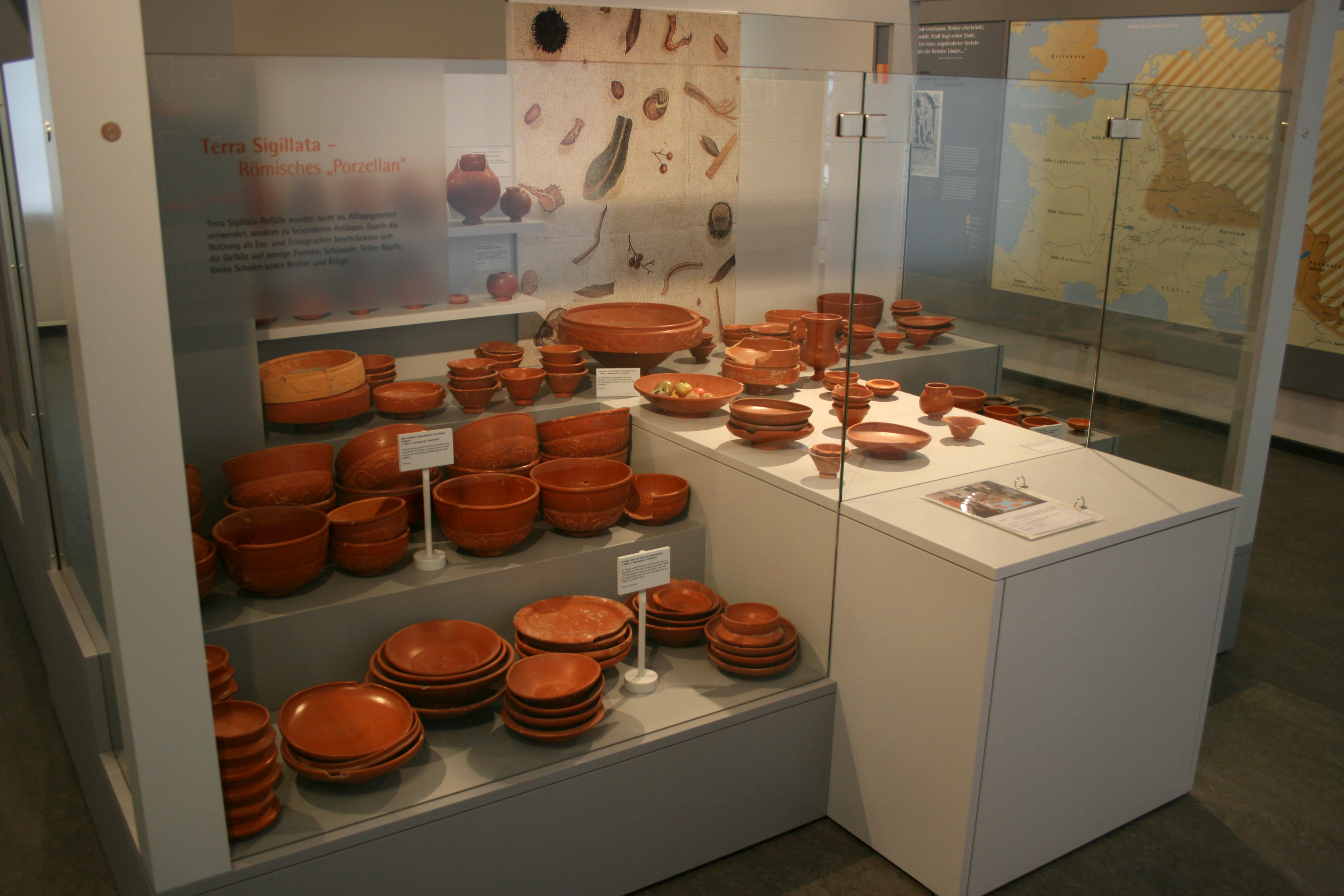
Rheinzaberner Terra Sigillata.

## Lage
Das Museum liegt in zweiter Reihe in der Hauptstraße 35 in der Nähe der Gemeindekirche Sankt Michael. Zugang und Zufahrt zum Gebäude und zum Besucherparkplatz befinden sich rechts neben dem Rathaus Hauptstraße 33. Das Gebäude ist behindertengerecht mit einer Rampe und einem Fahrstuhl ausgestattet.

## Ausstellung
Im Erdgeschoss des Museums wird die Ortsgeschichte Rheinzaberns dargestellt, Schwerpunkt liegt hier auf der Römerzeit und der Töpferwarenproduktion. Begünstigt durch Rohstoffvorkommen (Ton und Holz) und eine verkehrsgünstige Lage am Rhein und der römischen Rheinuferstraße, entwickelte sich der Ort Tabernae zu einem bedeutenden Produktionszentrum für Töpferwaren, vorwiegend sog. Terra Sigillata (der Begriff entstammt dem 19. Jahrhundert), aber auch andere Gebrauchs- und Feinkeramik sowie Ziegel wurden in Rheinzabern hergestellt. Verschiedene Ziegelstempel, die im Erdgeschoss ausgestellt sind, belegen die Nutzung der Rheinzaberner Ziegeleien durch die Legio I Adiutrix, Legio IIII Macedonica, Legio VII Gemina, Legio XIIII Gemina, Legio XXI Rapax, Legio XXII Primigenia und zahlreiche spätrömische Einheiten. Ein kurzer Film erläutert die geschichtlichen Zusammenhänge. Fundstücke aus der Ortsgeschichte werden in den Vitrinen der dortigen Räume gezeigt.
Das 1. Obergeschoss ist der römischen Keramikproduktion gewidmet. Die Vielzahl der hergestellten Gefäße nimmt einen kompletten Raum ein. Durch die Herkunft der Funde, vorwiegend aus Ofenfunden und Töpfereiabfällen, ist die Erhaltung der Gefäße wesentlich besser, als das beispielsweise bei herkömmlichen Siedlungsfunden der Fall ist.
Ein weiterer Raum erläutert die Produktionstechnik der Terra Sigillata. In der Raummitte wurde ein Ofen mit Befüllung rekonstruiert. Die Vitrinen zeigen Funde von Stempeln und Formschüsseln, um den Produktionsvorgang zu erläutern.
Im 2. Obergeschoss finden wechselnde Ausstellungen statt.
Das Museum bietet museumspädagogische Programme, Führungen und römische Kulinarik im Rahmen von Sonderveranstaltungen. Im Juli 2023 wurde es vom rheinland-pfälzischen Ministerium für Familie, Frauen, Kultur und Integration zum „Museum des Monats“ ernannt.

### Römische Brennöfen
In der Faustinastraße befinden sich römische Brennöfen in das Gebäude eines Kindergartens integriert. Nach Anmeldung können diese bei Führungen besichtigt werden.

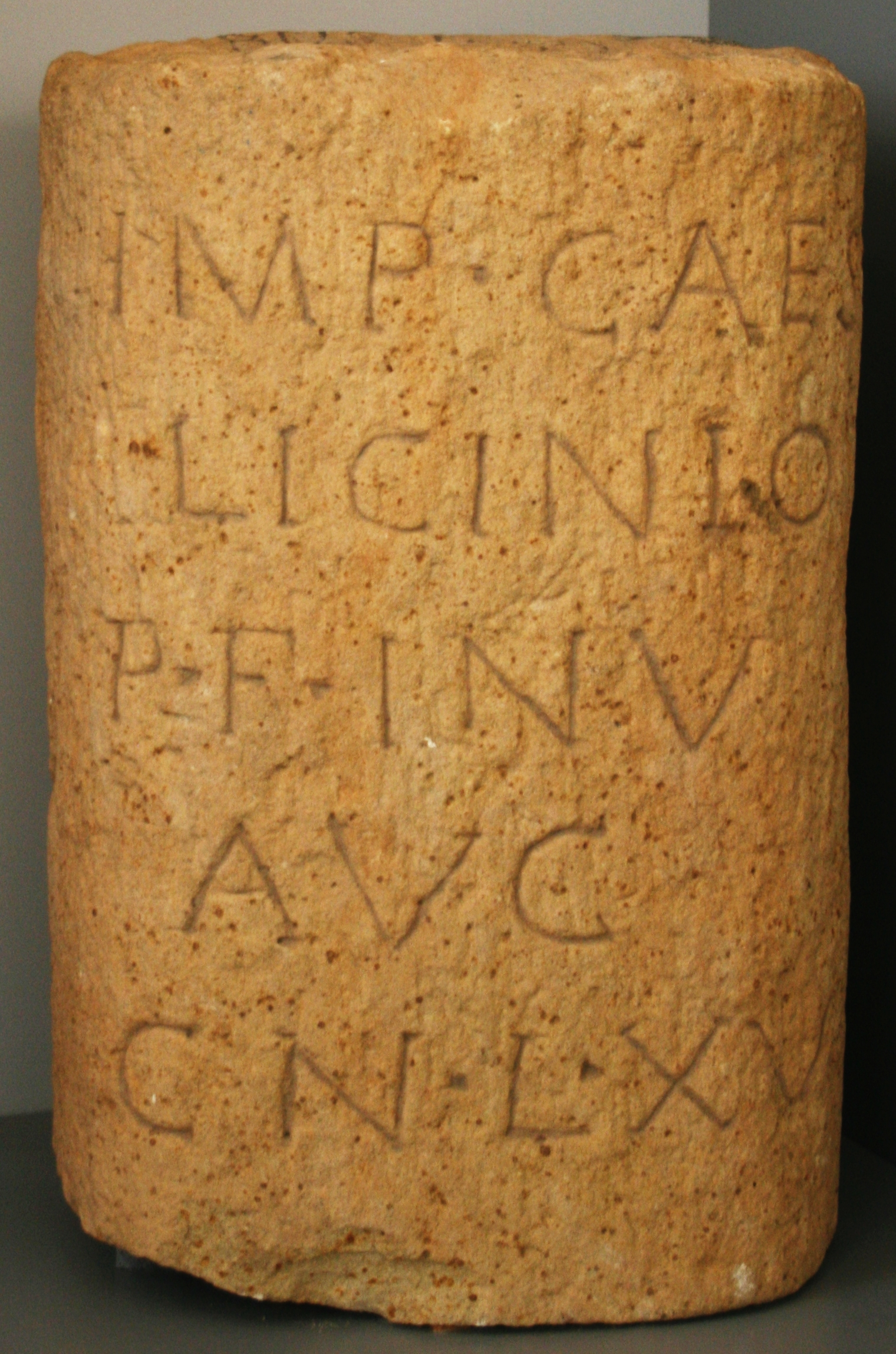
Leugenstein von Hagenbach (Kopie)
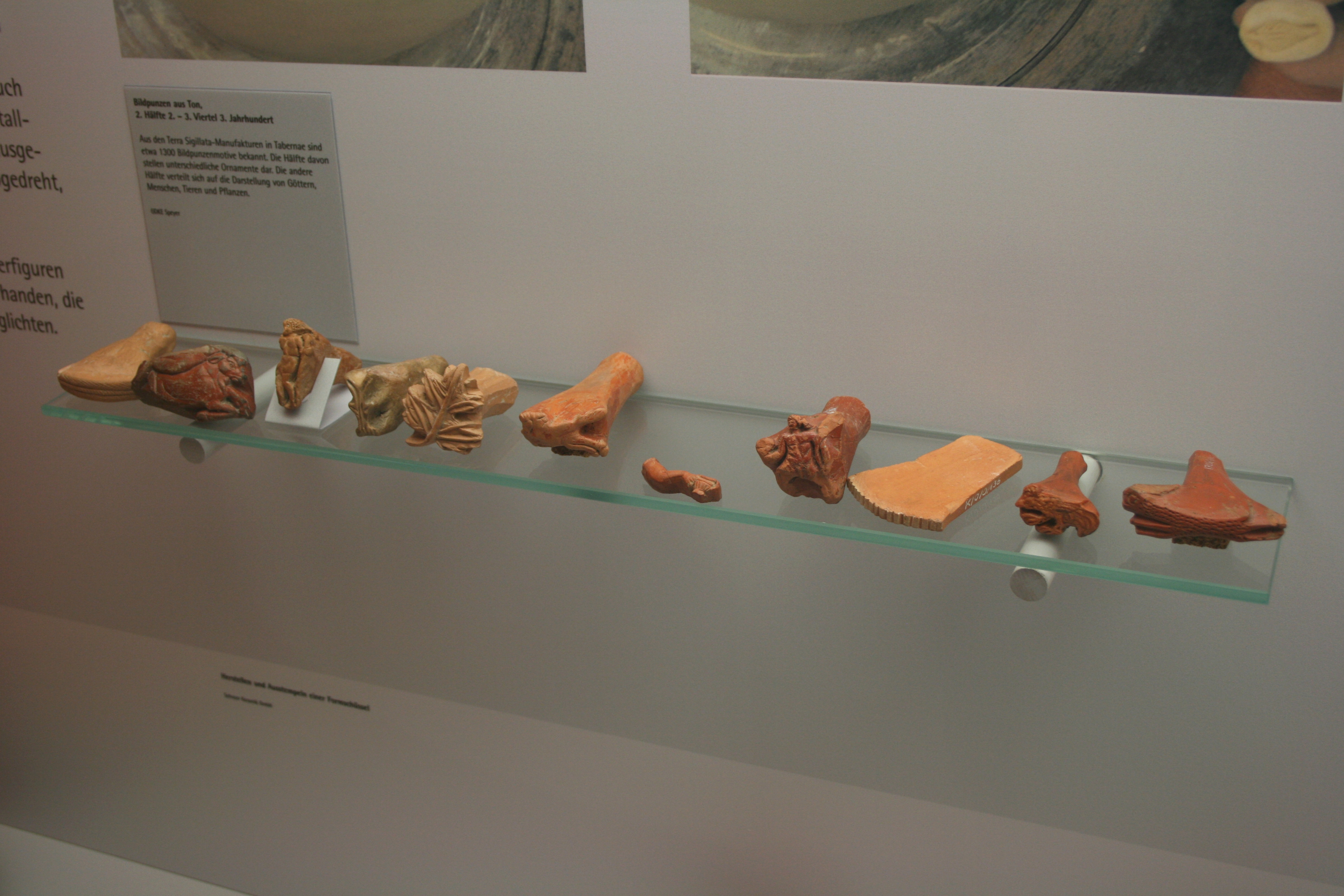
TS-Punzenstempel.
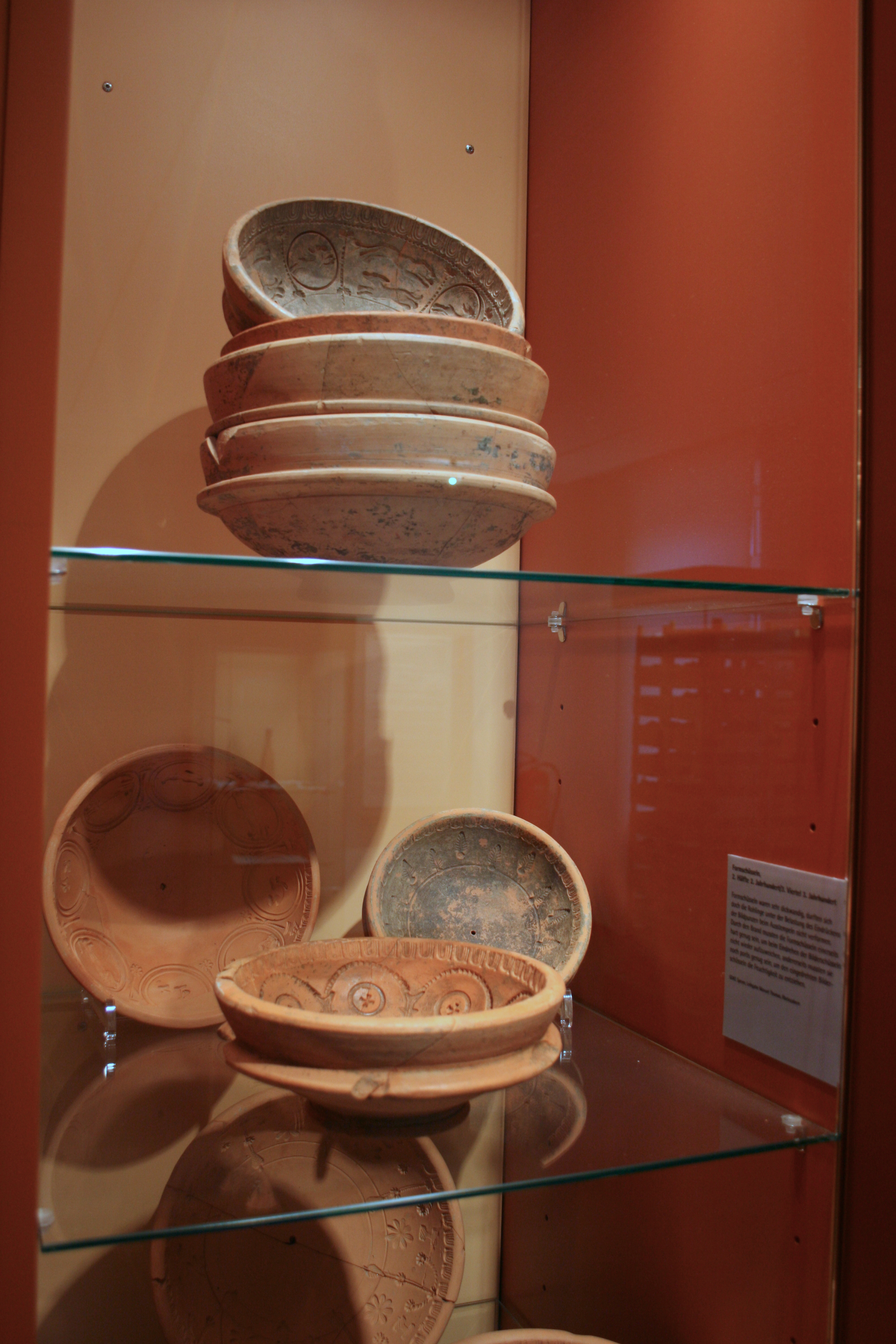
Formschüsseln für Terra Sigillata.
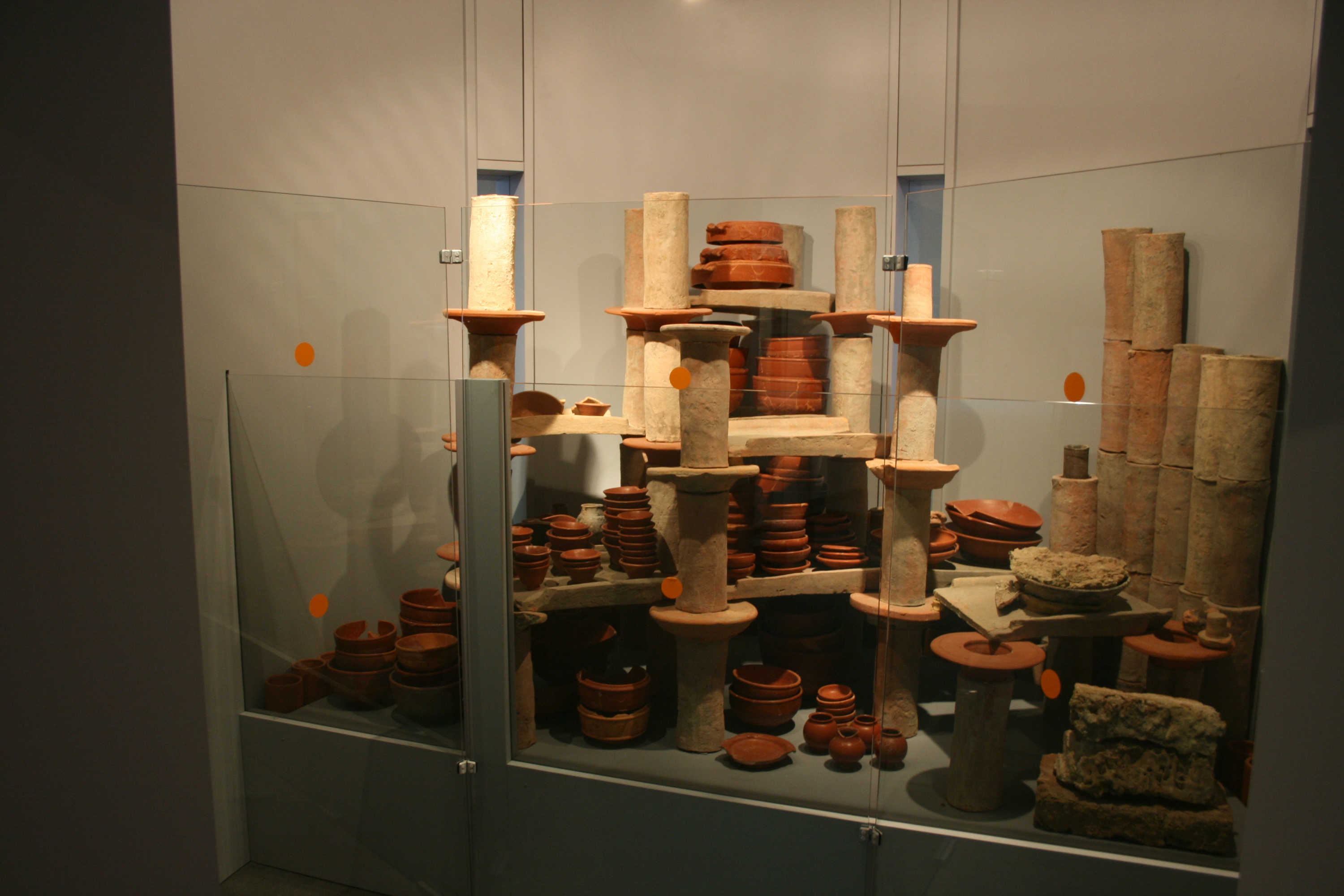
Rekonstruierte Ofenbefüllung

## Trägerschaft, Museumsgebäude und Betrieb
Das Museum wird von dem Verein Terra-Sigillata-Museum Rheinzabern e.V. getragen, der 1977 unter Federführung des damaligen Bürgermeisters Walter Schellenberger sowie Richard Bürkmann und Helmut Ludowici ins Leben gerufen wurde. Anlass war eine 1975 begonnene ertragreiche Großgrabung im Gebiet 24 Morgen, die insgesamt 20 Jahre bis 1995 fortgeführt wurde. Die erste Ausstellung 1978 fand in einem Raum des alten Schulhauses statt, das die Gemeinde Rheinzabern dem Trägerverein später ganz für das Museum zur Verfügung stellte.
1988 wurde das Erdgeschoss zunächst als Ausstellungsfläche für Sonderausstellungen hinzugenommen. Seit dieser Zeit liefen auch Planungen des Vorstandes, die provisorische Nutzung abzulösen durch einen museumsgerechten Umbau, die 2000 öffentlich vorgestellt wurden. Diese Planungen wurden nach sechs Jahren Spendensammlung vor allem über sogenannte Bausteine realisiert.
Der Umbau des Schulhauses, der mit einem Vorbau ergänzt wurde, führte zur Vergrößerung der Ausstellungsfläche von 200 m² auf 320 m². Im Auftrag des Museumsvereins erstellte Dr. Holger Trimpert das wissenschaftliche Konzept, die Planung der museumsgerechten Gestaltung und die Bauleitung erfolgte durch die Innenarchitektin Regina Hauber.
Der Betrieb des Museums wurde und wird durchgehend von Ehrenamtlichen des Trägervereins gewährleistet. Erst im Jahr 2022 konnte der Trägerverein durch eine Landesförderung eine hauptamtliche Leiterin einstellen.